# Musseromys beneficus
Musseromys beneficus är en gnagare i familjen råttdjur som förekommer endemiskt i Filippinerna.
Arten når en kroppslängd (huvud och bål) av 7,5 till 8,1 cm, en svanslängd av cirka 8 cm och en vikt av 18 till 22 g. Bakfötterna är ungefär 1,8 cm långa och öronen är cirka 1,6 cm stora. Pälsen är orangebrun med inslag av rött på ovansidan och undersidan är tydligare orange. Jämförd med Musseromys anacuao har arten en längre svans i förhållande till bålens längd samt en längre tofs vid svansens spets. Svansen och tofsen är mörkare än andra kroppsdelar. Vid framtassen har tummen en nagel och de andra fingrarna är utrustade med klor. Typiskt är även framtändernas orange framsida. Hos honor förekommer två par spenar vid ljumsken.
Detta råttdjur är bara känt från Mount Pulag på ön Luzon i norra Filippinerna. Arten vistas där vid cirka 2600 meter över havet. Habitatet utgörs av fuktiga bergsskogar med träd som är allmänt 7 till 10 meter höga. Träden är ofta täckta med mossa. Även klätterväxter och epifyter som ormbunkar och orkidéer är vanligt förekommande.
Antagligen är Musseromys beneficus nattaktiv. För att fånga individer användes kokosnötens fruktkött täckt med jordnötssmör.
Vid bergets lägre delar omvandlas skogen till jordbruksmark. Kring Mount Pulag inrättades en nationalpark. IUCN listar arten med kunskapsbrist (DD).

## Förväxlingsart
M. beneficus  är tämligen lik M. gulantang, som också är endemisk på ön, men har mörkare och mindre orange päls både på ryggsidan och magen. Den har också mörkare grått underhår än M. gulantang och något längre strån, cirka 2 mm i stället för 1 mm, medan morrhåren tvärtom är kortare, upp till 45 mm i stället för cirka 53 mm.

## Läs mera
- ”Three New Species of Musseromys (Muridae, Rodentia), the Endemic Philippine Tree Mouse from Luzon Island” (på engelska). American Museum Novitates (American Museum of Natural History) 3802:  sid. 1–27. 2014. doi:10.1206/3802.1. ISSN 0003-008. http://digitallibrary.amnh.org/dspace/bitstream/handle/2246/6529/N3802.pdf?sequence=1. Läst 11 november 2019.